# José Luis Guerrero
José Luis Guerrero Hernández (* 24. August 1945 in Celaya, Guanajuato), auch bekannt unter dem Spitznamen „El Gorras“ ist ein ehemaliger mexikanischer Fußballspieler auf der Position eines Stürmers.

## Laufbahn
Nachdem Cruz Azul 1964 der Aufstieg in die höchste mexikanische Liga gelungen war, gehörte „Gorras“ Guerrero zu den ersten Neuverpflichtungen, mit denen die Cementeros in der Saison 1964/65 einen respektablen  achten Platz (von 16 Mannschaften) belegten. 
Bis zur Saison 1970/71 blieb Cruz Azul in seinem Herkunftsort Jasso im Bundesstaat Hidalgo beheimatet und trug seine Heimspiele im 17.000 Zuschauer fassenden Estadio 10 de diciembre aus. Erst als der Verein 1971 nach Mexiko-Stadt verzog, endete das Vertragsverhältnis mit Guerrero. Bis dahin hatte Gorras Guerreros mit den Cementeros in den Jahren 1969 und 1970 je zweimal den Meistertitel und den CONCACAF Champions Cup sowie je einmal den Pokalwettbewerb und den Supercup gewonnen.
Auch gegenwärtig arbeitet José Luis Guerrero in seiner Eigenschaft als Koordinator der Fußballschulen der verschiedenen Farmteams von Cruz Azul für seinen ehemaligen Verein.

## Erfolge
- Mexikanischer Meister: 1968/69, México 70
- Mexikanischer Pokalsieger: 1969
- Mexikanischer Supercup: 1969
- CONCACAF Champions Cup: 1969, 1970